# アグノスティック・フロント
アグノスティック・フロント（Agnostic Front）は、アメリカ合衆国出身のハードコア・パンクバンド。
1980年代の北米におけるハードコア・シーンの先駆者であり、特にニューヨーク・ハードコア草創期に多大な影響を及ぼした。一度解散したが、1997年より再始動を果たしている。

## 略歴
1980年にギタリストのヴィニー・スティグマを中心に結成され、1983年にEP『United Blood』でデビュー。
1984年、ファースト・アルバム『ヴィクティム・イン・ペイン』をリリース、後にニューヨーク・ハードコア・スタイルと呼ばれる音楽スタイルを確立する。
1986年にセカンド・アルバム『Cause for Alarm』、1987年にサード・アルバム『Liberty and Justice for...』を発表した後、ボーカリストのロジャー・ミレットがドラッグ密売で逮捕され、一時活動停止状態となる。
ロジャーの釈放後、1992年から活動を再開し、獄中で書いた4枚目のアルバム『One Voice』をリリース。年内の活動を最後に解散する。
1996年、解散後からまた動き出したミレットとスティグマは、パンク系レーベル「エピタフ・レコード」との契約に成功。新メンバーを募集してバンドを再編し、翌1997年から正式に「アグノスティック・フロント」の再始動を果たす。
1998年、6年ぶりのアルバム『サムシングス・ガッタ・ギヴ』を発表。以後、アルバム『ライオット・ライオット・アップスタート』(1999年)、アルバム『デッド・ヤッピーズ』(2001年) をリリース。復活した作品群はセールスを伸ばして業界でも高い評価を受け、ニューヨーク・ハードコアにおける重鎮の地位を確立していく。
欧州の有力レーベル「ニュークリア・ブラスト」に移籍し、アルバム『Another Voice』(2004年)、アルバム『ウォリアーズ』(2007年)、2011年には、節目となる10枚目のアルバム『My Life My Way』をリリースし、精力的に作品の発表を続ける。
2015年、アルバム『The American Dream Died』をリリース。
2018年、デビュー35周年のワールドツアーを企画。5月には来日公演を開催した。

## メンバー

### 現ラインナップ
- ロジャー・ミレット (Roger Miret) - ボーカル (1982年– )
- ヴィニー・スティグマ (Vinnie Stigma) - リードギター (1980年– )
- クレイグ・シルバーマン (Craig Silverman) – リズムギター (2014年– )
- マイク・ギャロ (Mike Gallo) - ベース (2000年– )
- ダニー・ラマーニャ (Danny Lamagna) - ドラムス (2020年– )

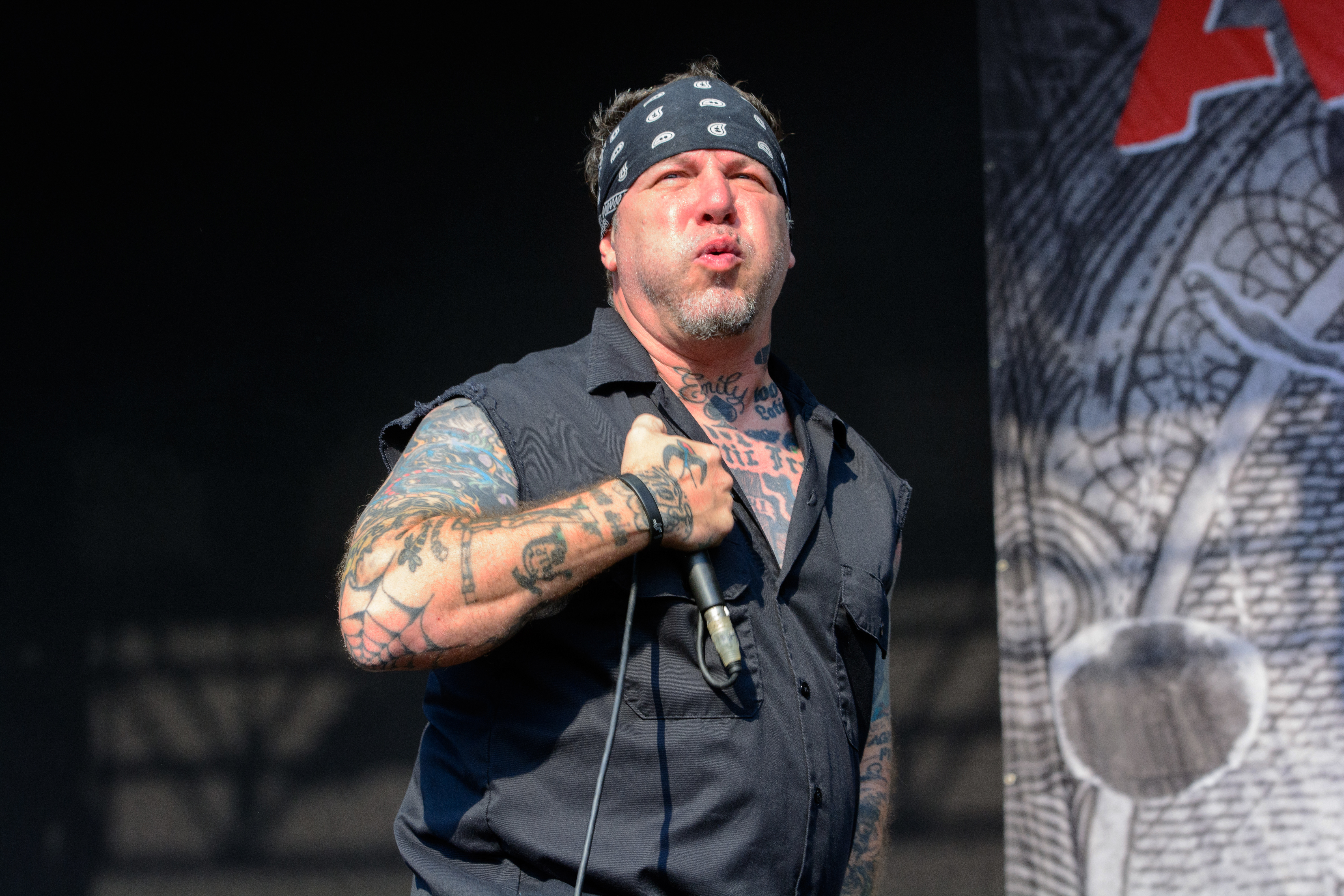
ロジャー・ミレット(Vo) 2016年
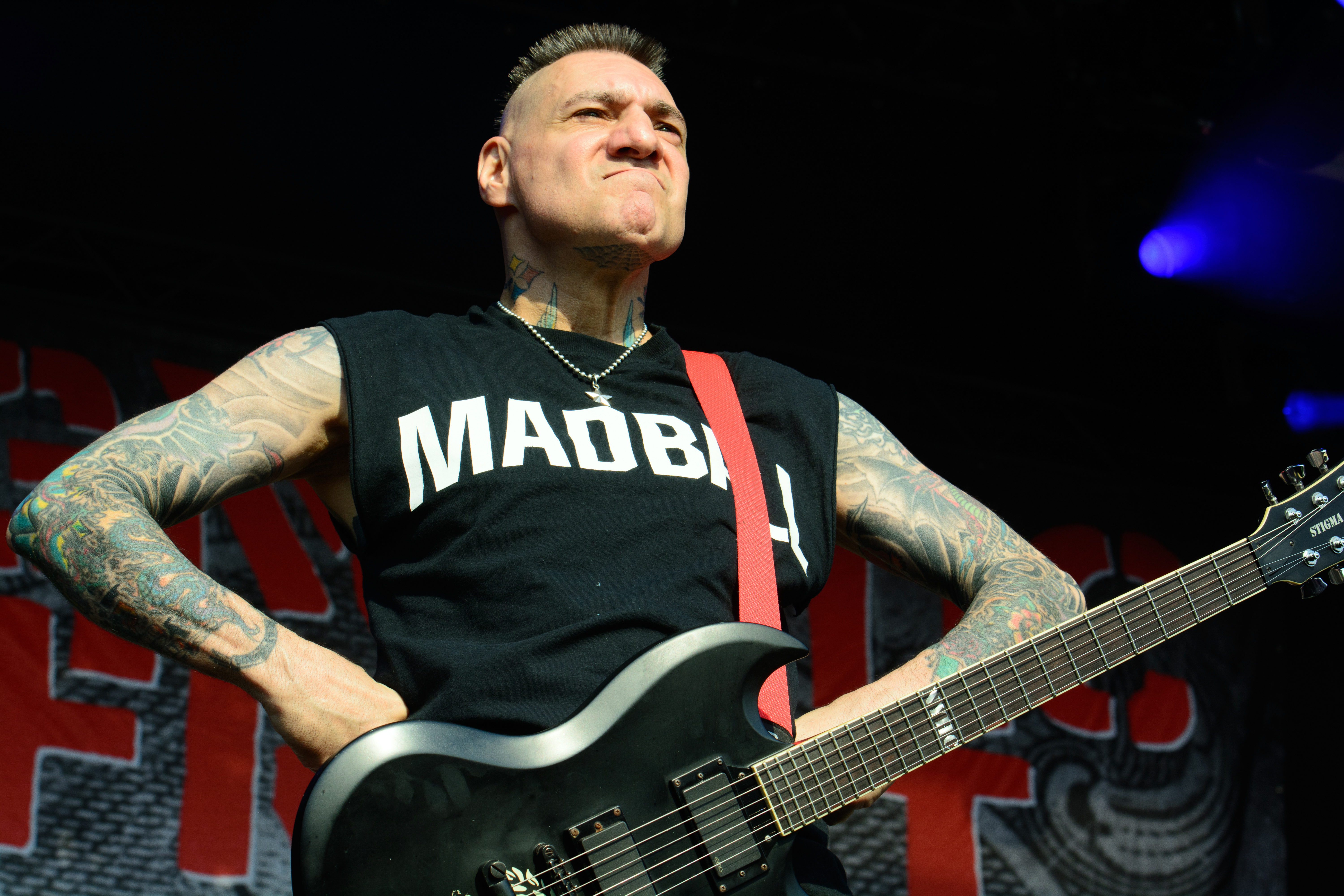
ヴィニー・スティグマ(G) 2016年
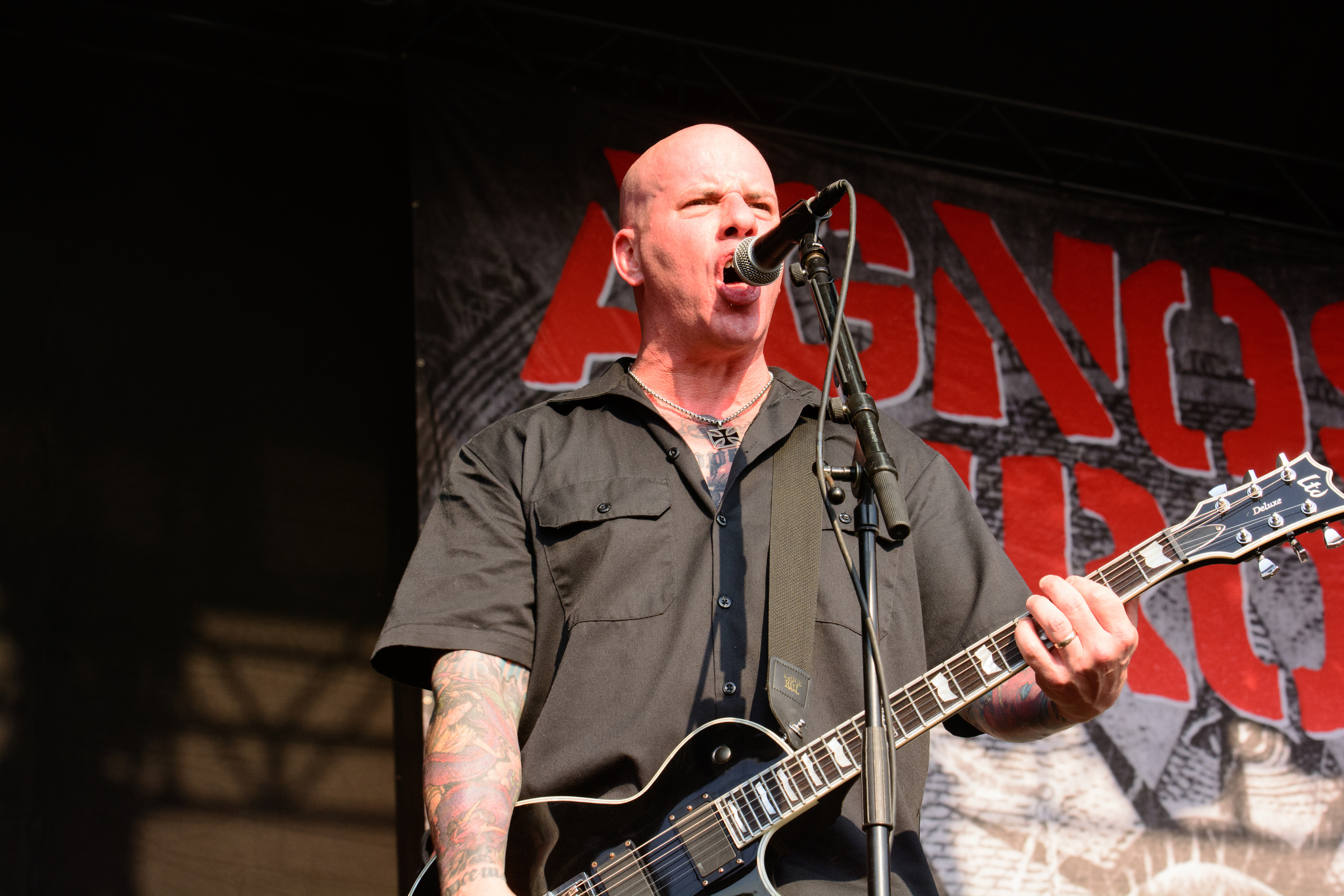
クレイグ・シルバーマン(G) 2016年
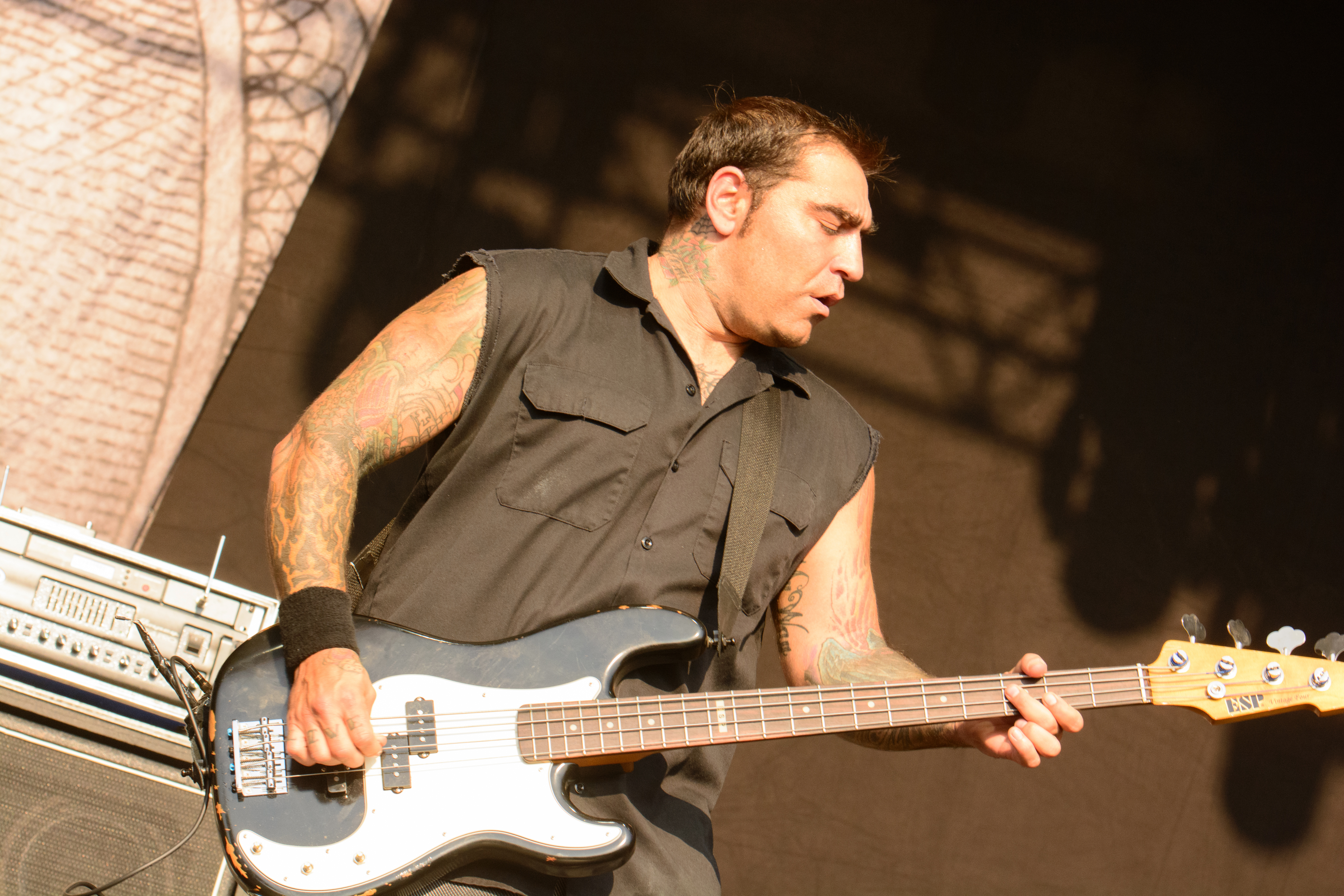
マイク・ギャロ(B) 2016年

### 旧メンバー
- ジョン・ワトソン (John Watson) - ボーカル (1980年-1982年)
- ディエゴ (Diego) - ベース (1980年-1982年)
- ロブ・クレークス (Rob Krekus) - ドラムス (1980年-1981年)
- レイ・バービアーリ (Raymond "Raybeez" Barbieri) - ドラムス (1981年–1983年)
- アダム・ムッチ (Adam Mucci) - ベース (1982年–1983年)
- デイヴ・ジョーンズ (Dave Jones) - ドラムス (1983年–1985年)
- ロブ・カブラ (Rob Kabula) - ベース (1983年–1987年, 1997年–2000年)
- トッド・ユース (Todd Youth) - ベース (1983年)
- アレックス・キノン (Alex Kinon) – リズムギター (1985年–1986年)
- ゴードン・アンシス (Gordon Ancis) – リズムギター (1986年–1987年)
- ジョー・モンタナーロ (Joe "Fish" Montanaro) - ドラムス (1986年–1987年)
- ルーイ・ベアート (Louie Beato) - ドラムス (1986年)
- アラン・ピーターズ (Alan Peters) - ベース (1987年–1990年)
- スティーヴ・マーティン (Steve Martin) – リズムギター (1987年–1990年)
- ウィル・シェプラー (Will Shepler) - ドラムス (1987年–1993年)
- クレイグ・セタリ (Craig Setari) - ベース (1990年–1993年)
- マット・ヘンダーソン (Matt Henderson) – リズムギター (1990年–1993年)
- ジミー・コレッティ (Jimmy Colletti) - ドラムス (1997年–2004年)
- スティーヴ・ギャロ (Steve Gallo) - ドラムス (2004年–2009年)
- ジョゼフ・ジェームス (Joseph James) – リズムギター (2007年–2014年)
- ポーキー・モー (Pokey Mo) - ドラムス (2009年–2020年)

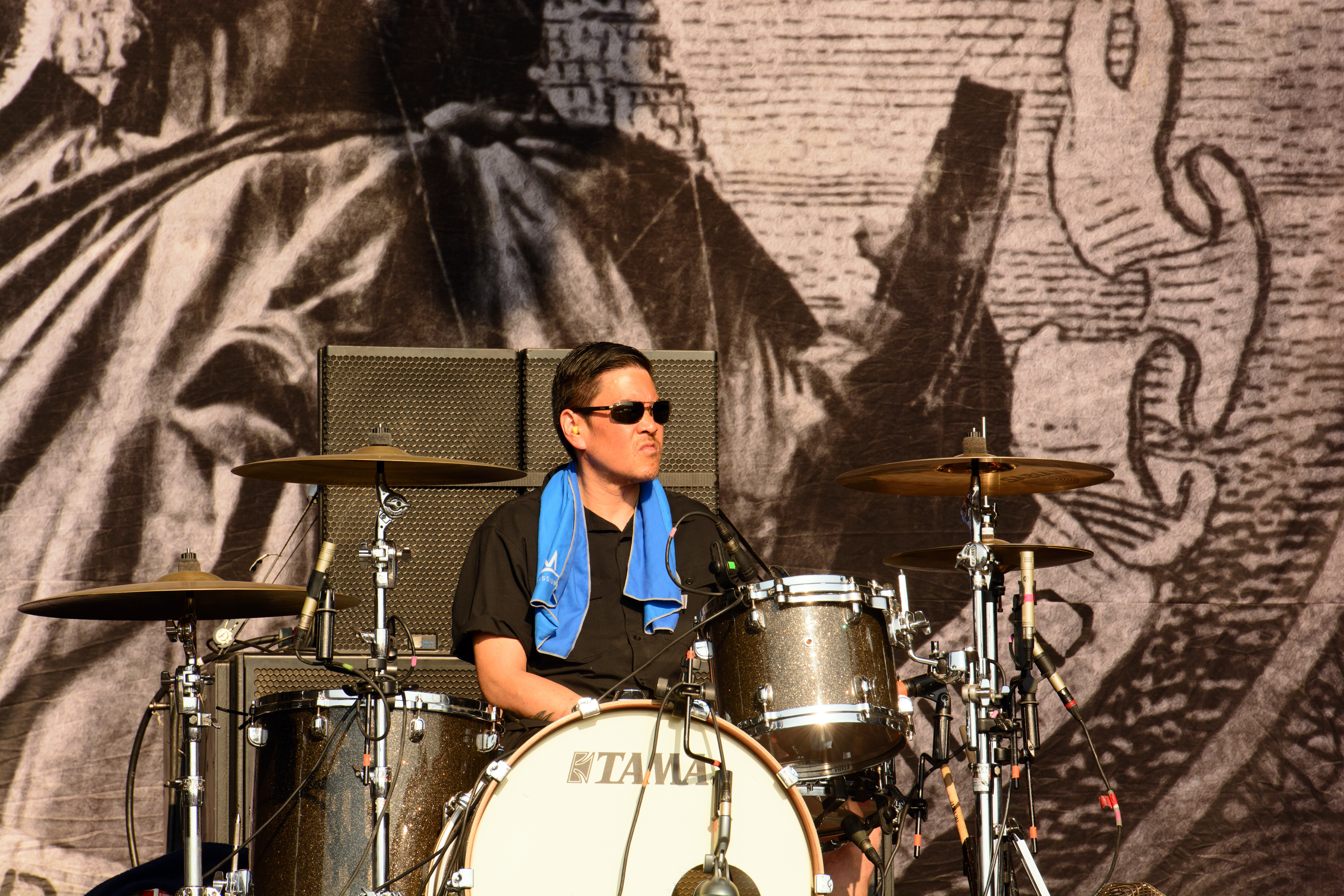
ポーキー・モー(Dr) 2016年

## ディスコグラフィ

### スタジオ・アルバム
- 『ヴィクティム・イン・ペイン』 - Victim in Pain (1984年、Rat Cage)
- Cause for Alarm (1986年、Relativity/Combat)
- Liberty and Justice For... (1987年、Relativity/Combat)
- One Voice (1992年、Relativity/Roadrunner)
- 『サムシングス・ガッタ・ギヴ』 - Something's Gotta Give (1998年、Epitaph)
- 『ライオット・ライオット・アップスタート』 - Riot, Riot, Upstart (1999年、Epitaph)
- 『デッド・ヤッピーズ』 - Dead Yuppies (2001年、Epitaph)
- Another Voice (2004年、Nuclear Blast)
- 『ウォリアーズ』 - Warriors (2007年、Nuclear Blast)
- My Life My Way (2011年、Nuclear Blast)
- The American Dream Died (2015年、Nuclear Blast)
- 『ゲット・ラウド!』 - Get Loud! (2019年、Nuclear Blast)

### ライブ・アルバム
- 『LIVE AT CBGB』 - Live at CBGB (1989年、Relativity)
- Last Warning (1993年、Relativity/Roadrunner)
- Working Class Heroes (2002年、I Scream) ※スプリット with Discipline
- Live at CBGB - 25 Years of Blood, Honor and Truth  (2006年、Nuclear Blast)

### コンピレーション・アルバム
- To Be Continued: The Best of Agnostic Front (1992年、Relativity)
- Raw Unleashed (1995年、Grand Theft Audio)
- Respect Your Roots Worldwide (2012年、Strength)

### EP
- United Blood (1983年、Last Warning) ※日本盤『ヴィクティム・イン・ペイン』にボーナストラックとして収録
- Puro des Madre (en español) EP (1998年、Hellcat)
- Unity (1999年) ※スプリット with ドロップキック・マーフィーズ
- For My Family EP (2007年、Nuclear Blast)
- That's Life 7" (2011年、Bridge 9)